# Ilattia vexabilis
Ilattia vexabilis är en fjärilsart som beskrevs av Hans Daniel Johan Wallengren 1863. Ilattia vexabilis ingår i släktet Ilattia och familjen nattflyn. Inga underarter finns listade i Catalogue of Life.